# イラク航空163便ハイジャック事件
イラク航空163便ハイジャック事件（イラクこうくう163びんハイジャックじけん）は、1986年12月25日に発生したハイジャック事件である。バグダード国際空港からクィーンアリア国際空港へ向かっていたイラク航空163便（ボーイング737-270C）が4人組の男にハイジャックされてコックピット内で手榴弾が爆発したことによって墜落し、乗員乗客106人中63人が死亡した。

## 事故機
事故機のボーイング737-270C（YI-AGJ）は製造番号21183として製造され、1976年1月15日に初飛行した。エンジンはプラット・アンド・ホイットニー JT8D-15を搭載していた。

## 事件の経緯
1986年12月25日、163便はバグダード国際空港からクィーンアリア国際空港へと向かう途中で4人組の男にハイジャックされた。イラク航空の保安官がハイジャック犯を制止しようとしたが、客室内で手榴弾が爆発したためパイロットは機体を緊急降下させざるを得なかった。その後、コックピット内でも別の手榴弾が爆発し、163便はアルアル空港付近に墜落した。この事件で乗員乗客106人中63人が死亡した。

## 事件後
生存したパイロットや乗客は機内での出来事を当局に話すことができた。
ハイジャックの直後、親イランのイスラム聖戦組織が犯行声明を出した。後に、死亡したハイジャック犯の1人は中央情報局によってリバル・ハリル・ジャルルという名前のレバノン人であったことが特定され、そのパスポートの写真がベイルートのモスク近くで発見されたヒズボラの殉教者のポスターと照合された。
イラクは事件の背後にイランの存在があると非難した。